# Rallye d'Argentine 1980
Le Rallye d'Argentine 1980 (2e Rallye Codasur), disputé du 19 au 24 juillet 1980, est la quatre-vingtième-unième manche du championnat du monde des rallyes (WRC) courue depuis 1973, et la sixième manche du championnat du monde des rallyes 1980.

## Contexte avant la course

### Le championnat du monde
Ayant succédé en 1973 au championnat international des marques (en vigueur de 1970 à 1972), le championnat du monde des rallyes se dispute sur une douzaine de manches, dont les plus célèbres épreuves routières internationales, telles le Rallye Monte-Carlo, le Safari ou le RAC Rally. Parallèlement au championnat des constructeurs, la Commission Sportive Internationale (CSI) a depuis 1979 créé un véritable championnat des pilotes qui fait suite à la controversée Coupe des conducteurs instaurée en 1977, dont le calendrier incluait des épreuves de second plan. Pour la saison 1980, la CSI a exclu les manches suédoise et finlandaise du championnat constructeurs, ces deux épreuves comptant uniquement pour le classement des pilotes. Huit des douze manches du calendrier se disputent en Europe, deux en Afrique, une en Amérique du Sud et une en Océanie. Elles sont réservées aux voitures des catégories suivantes :
- Groupe 1 : voitures de tourisme de série
- Groupe 2 : voitures de tourisme spéciales
- Groupe 3 : voitures de grand tourisme de série
- Groupe 4 : voitures de grand tourisme spéciales

Si Ford, champion du monde 1979, a mis son programme rallyes en sommeil cette saison, les épreuves mondiales 1980 présentent tout de même un plateau très fourni, avec l’implication  de Fiat, Datsun et Mercedes-Benz dans les épreuves sur terre et la présence d’Opel, Talbot et Toyota dans les manches européennes du championnat. Avant la manche argentine, Fiat est en tête du classement provisoire, la 131 Abarth s’étant  imposée au Rallye Monte-Carlo et au Portugal aux mains du pilote allemand Walter Röhrl, bien parti pour remporter le titre pilotes.

### L'épreuve

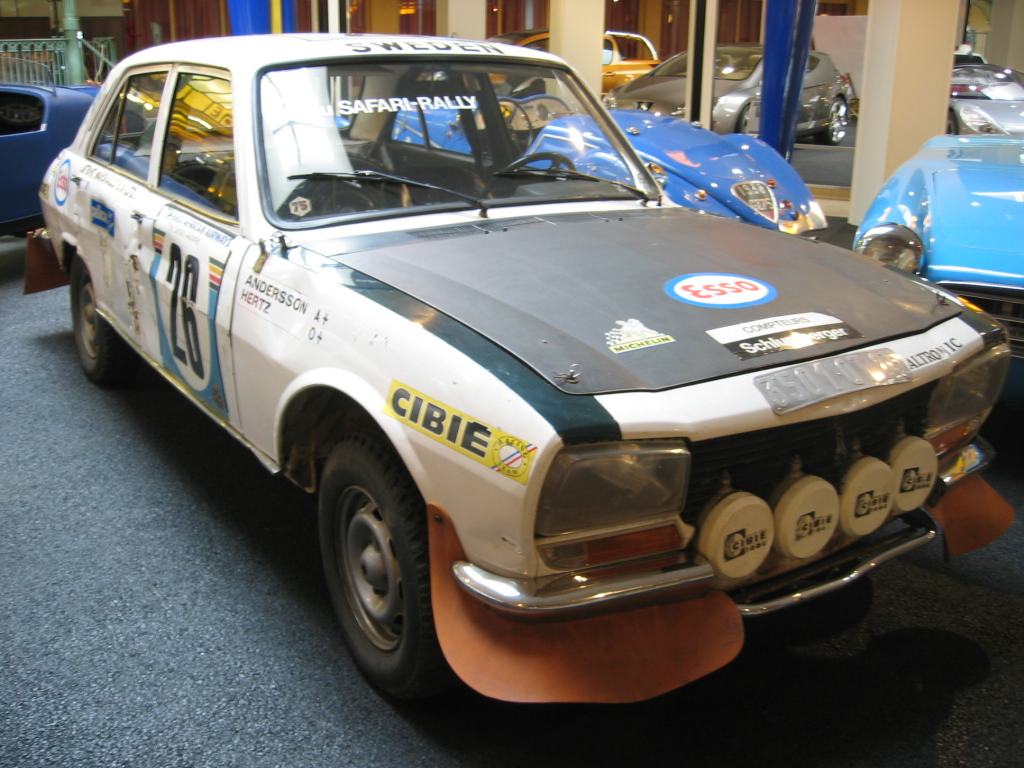
Jean Guichet a remporté la première édition du Rallye Codasur sur une Peugeot 504 groupe 2 semblable à celle-ci.

Le Rallye Codasur (pour Confederación Deportiva Automovilística Sudamericana) fut créé en 1979 dans le cadre du championnat d’Amérique du Sud. L’épreuve inaugurale, disputée presque exclusivement sur terre, fut remportée par Jean Guichet au volant d’une Peugeot 504, à l’issue d’une course  très difficile (seulement sept équipages à l’arrivée, dont deux hors délais, sur soixante-et-onze engagés). Pour sa deuxième édition, le rallye est intégré au championnat du monde, la remarquable organisation de l’épreuve et la qualité de son parcours ayant grandement contribué à cette promotion. Comme l’année précédente, l’épreuve se dispute dans le nord-ouest du pays, autour de la ville de San Miguel de Tucumán.

## Le parcours
- départ : 19 juillet 1980 (choix entre quatre villes de départ)
- arrivée : 24 juillet 1980 à San Miguel de Tucumán
- distance : de 3521 km à 3655 km (selon ville de départ), dont 1223,7 km sur 14 épreuves spéciales
- surface : terre et rocaille, asphalte (minoritaire)
- Parcours divisé en un parcours de concentration et quatre étapes[4]

### Parcours de concentration

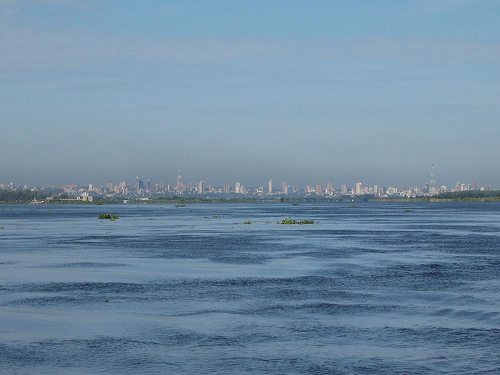
Asunción, au Paraguay, une des quatre villes de départ du parcours de concentration.

- quatre parcours possibles, de 1019 à 1411 km, du 19 au 20 juillet[5]

1. Itinéraire uruguayen (1149 km) : Fray Bentos - San Miguel de Tucumán
2. Itinéraire paraguayen (1099 km) : Asunción - San Miguel de Tucumán
3. Itinéraire brésilien (1158 km) : Uruguaiana - San Miguel de Tucumán
4. Itinéraire argentin (1231 km) : Buenos Aires - San Miguel de Tucumán

### Première étape
- San Miguel de Tucumán - San Pablo - San Miguel de Tucumán, le 21 juillet
- 2 épreuves spéciales, 66,6 km

### Deuxième étape
- San Miguel de Tucumán - Salta - San Miguel de Tucumán, du 21 au 22 juillet
- 4 épreuves spéciales, 408,5 km

### Troisième étape
- San Miguel de Tucumán - Andalgalá - San Miguel de Tucumán, le 23 juillet
- 4 épreuves spéciales, 397,8 km

### Quatrième étape
- San Miguel de Tucumán - Frías - San Miguel de Tucumán, le 24 juillet
- 4 épreuves spéciales, 350,8 km

## Les forces en présence
- Fiat

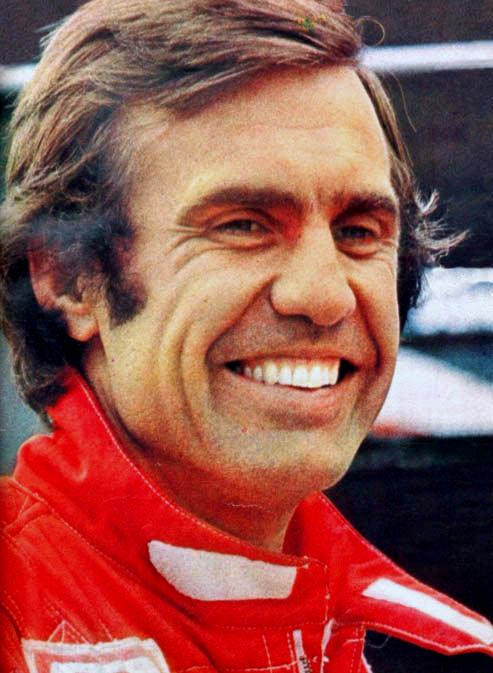
Carlos Reutemann, pilote vedette de l'équipe Fiat

Le constructeur turinois a soigneusement préparé sa venue en Argentine, engageant quatre 131 Abarth groupe 4 en configuration terre, avec carénage inférieur type 'Safari'. Ainsi équipées, ces voitures accusent 1070 kg sur la balance. Leur moteur deux litres seize soupapes à injection Kugelfischer développe 230 chevaux à 8000 tr/min. Les suspensions permettent le montage de ressorts courts (pour les sections asphaltées, en début d'épreuve) ou longs (pour la piste). Les Fiat utilisent des pneus Pirelli, le manufacturier italien proposant quatre types de gommes, de tendres à très dures. Très populaire dans son pays, le pilote de F1 Carlos Reutemann s'est vu proposer la somme de trois cent mille dollars pour participer à l'épreuve au côté de Walter Röhrl, Markku Alén et Attilio Bettega, son engagement assurant de belles retombées commerciales pour la marque. Une cinquième 131 Abarth est au départ, louée au pilote local Francisco Mayorga : il s'agit du mulet utilisé les semaines précédentes lors des reconnaissances.
- Datsun

La marque japonaise aligne deux berlines 160J groupe 2, semblables à celles utilisées lors du dernier Safari (1150 kg, moteur quatre cylindres de deux litres de cylindrée à simple arbre à cames, 190 chevaux). Elles sont confiées à Shekhar Mehta et Harry Källström et utilisent des pneumatiques du manufacturier Dunlop qui, s'il fournit une gamme étendue de pneus M+S (prévus pour la terre), n'a pas mis à disposition de gommes 'Racing' pour l'équipe, ce qui risque de constituer un sévère handicap lors de la première étape.
- Mercedes-Benz

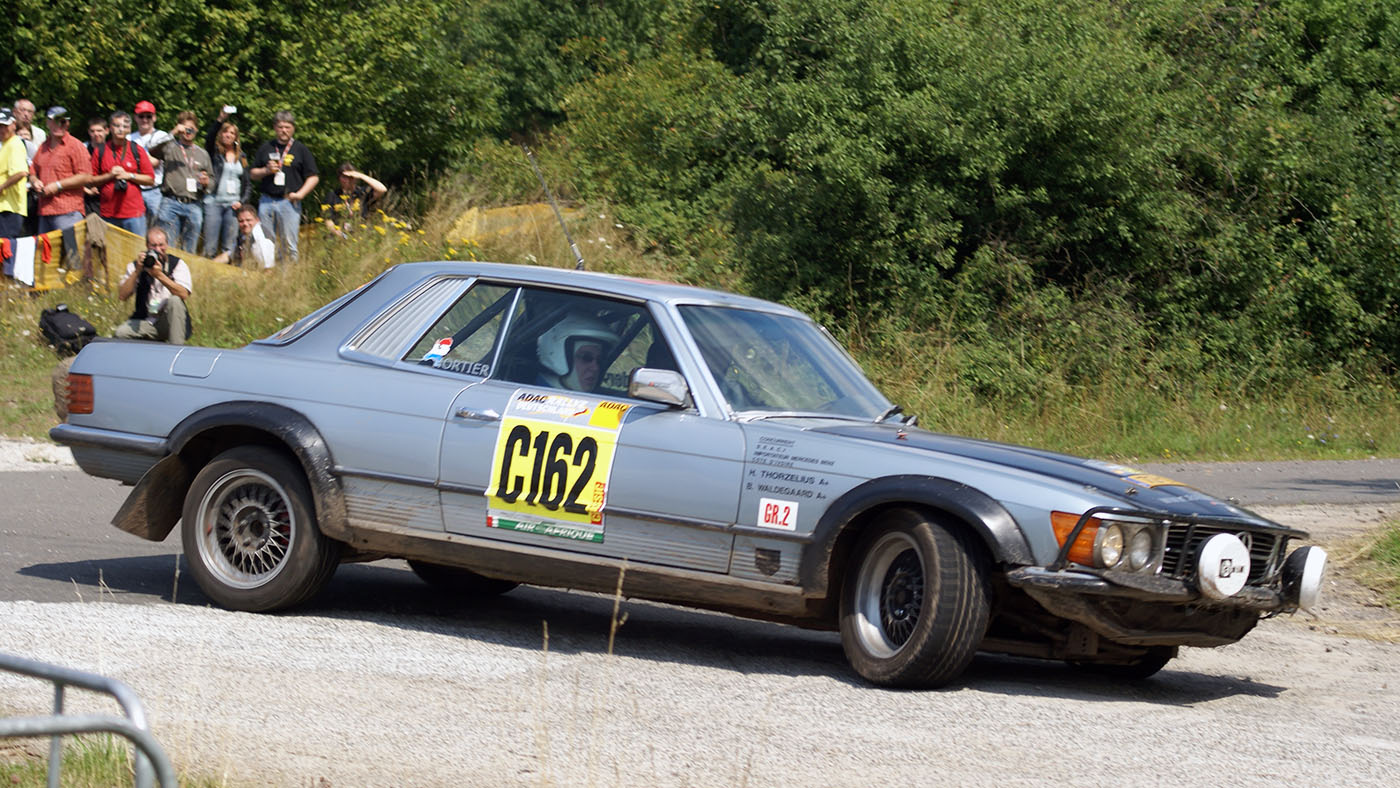
Un coupé Mercedes 500 SLC groupe 2 lors d'une course historique.

La firme de Stuttgart aligne trois coupés 500 SLC, récemment homologués en groupe 2, pour Björn Waldegård, Hannu Mikkola et Jorge Recalde, ainsi qu'un coupé 280 CE, également en catégorie tourisme spécial, pour Andrew Cowan. Avec leur moteur V8 de cinq litres de cylindrée développant 330 chevaux, les 500 SLC, équipées d'une boîte de vitesses automatique, sont de loin les voitures les plus puissantes du plateau et peuvent atteindre 230 km/h, mais leur poids élevé (1350 kg) et leur manque d'agilité les pénalise sur les portions sinueuses. Le coupé 280 CE, à boîte mécanique, est un peu moins lourd (environ 1300 kg), mais son moteur six cylindres de 2 800 cm3 ne développe que 220 chevaux. Les Mercedes disposent de toute la gamme de pneus Dunlop, Mikkola ayant en outre la possibilité d'opter pour des gommes Pirelli.
- Peugeot

Le constructeur sochalien a engagé trois coupés 504 V6 groupe 4 (1350 kg, 2 700 cm3, 230 chevaux à 8000 tr/min) pour Timo Mäkinen, Jean-Claude Lefebvre et le pilote local Carlos Garro. Bien moins rapides que les Fiat et Mercedes, elles ne peuvent viser la victoire sur les pistes argentines. Elles disposent de pneus Michelin. La marque est également représentée par l’importateur local, avec deux berlines 504 groupe 2 confiées à Nestor García Veiga et Francisco Alcuaz, de nombreux pilotes privés utilisant également des voitures de ce type.

## Déroulement de la course

### Parcours de concentration
Les 89 concurrents s'élancent d'une des quatre villes de départ (suivant l'itinéraire choisi) le samedi 19 juillet. Les différents parcours ne présentent pas de difficulté majeure et seul un équipage ne parviendra pas à rallier le parc fermé de San Miguel de Tucumán le lendemain.

### Première étape
La première étape a lieu la journée du lundi. Elle se déroule intégralement sur asphalte, dans le secteur de San Pablo, parcouru à deux reprises. Très sinueux, ce circuit routier favorise les Fiat, plus agiles que les lourds coupés Mercedes, et Walter Röhrl se montre le plus rapide lors de chacun des passages, à près de 85 km/h de moyenne sur l'ensemble du parcours. Au terme de cette courte première étape, il devance d'environ une minute ses coéquipiers Markku Alén, Carlos Reutemann et Attilio Bettega ; le classement déterminant l'ordre de départ le lendemain, le pilote allemand aura donc l'avantage de s'élancer le premier sur les pistes, évitant ainsi la poussière soulevée par les autres concurrents. Derrière les quatre Fiat officielles viennent les Mercedes, Jorge Recalde précédant Hannu Mikkola et Andrew Cowan, alors que leur coéquipier Björn Waldegård a déjà perdu toute chance de bien figurer après avoir concédé énormément de temps à cause de la perte d'une roue et plongé à la vingt-sixième place du classement. Les Peugeot officielles, emmenées par Jean-Claude Lefebvre comptent déjà six à huit minutes de retard sur les Fiat, mais la situation est plus critique pour les deux Datsun d'usine de Shekhar Mehta et Harry Källström, handicapées par leurs pneus 'terre', et qui lors de la deuxième étape seront probablement gênées dans la poussière par des concurrents plus lents placés devant elles. Déjà seize équipages ont renoncé au terme de cette courte première étape.
| Pos. | Pilote               | Copilote              | Voiture               | Groupe | Temps       | Écart         |
| ---- | -------------------- | --------------------- | --------------------- | ------ | ----------- | ------------- |
| 1    | Walter Röhrl         | Christian Geistdörfer | Fiat 131 Abarth       | 4      | 47 min 11 s |               |
| 2    | Markku Alén          | Ilkka Kivimäki        | Fiat 131 Abarth       | 4      | 48 min 09 s | + 58 s        |
| 3    | Carlos Reutemann     | Mirko Perissutti      | Fiat 131 Abarth       | 4      | 48 min 15 s | + 1 min 04 s  |
| 3=   | Attilio Bettega      | Arnaldo Bernacchini   | Fiat 131 Abarth       | 4      | 48 min 15 s | + 1 min 04 s  |
| 5    | Jorge Recalde        | Nestor Straimel       | Mercedes-Benz 500 SLC | 2      | 50 min 39 s | + 3 min 28 s  |
| 6    | Hannu Mikkola        | Arne Hertz            | Mercedes-Benz 500 SLC | 2      | 52 min 10 s | + 4 min 59 s  |
| 7    | Andrew Cowan         | Klaus Kaiser          | Mercedes 280 CE       | 2      | 52 min 15 s | + 5 min 04 s  |
| 8    | Francisco Mayorga    | Hector Prado          | Fiat 131 Abarth       | 4      | 53 min 08 s | + 5 min 57 s  |
| 9    | Jean-Claude Lefebvre | Christian Delferrier  | Peugeot 504 V6 coupé  | 4      | 53 min 49 s | + 6 min 38 s  |
| 10   | Timo Mäkinen         | Jean Todt             | Peugeot 504 V6 coupé  | 4      | 55 min 16 s | + 8 min 05 s  |
| 11   | Carlos Garro         | Jorge del Buono       | Peugeot 504 V6 coupé  | 4      | 55 min 20 s | + 8 min 09 s  |
| 12   | Francisco Alcuaz     | Daniel Griwieniec     | Peugeot 504 TN        | 2      | 56 min 27 s | + 9 min 16 s  |
| 13   | Shekhar Mehta        | Yvonne Mehta          | Datsun 160J PA10      | 2      | 56 min 43 s | + 9 min 32 s  |
| 14   | Domingo de Vitta     | Daniel Muzio          | Ford Escort 1600      | 2      | 57 min 10 s | + 9 min 59 s  |
| 15   | Harry Källström      | Claes Billstam        | Datsun 160J PA10      | 2      | 57 min 24 s | + 10 min 13 s |

### Deuxième étape

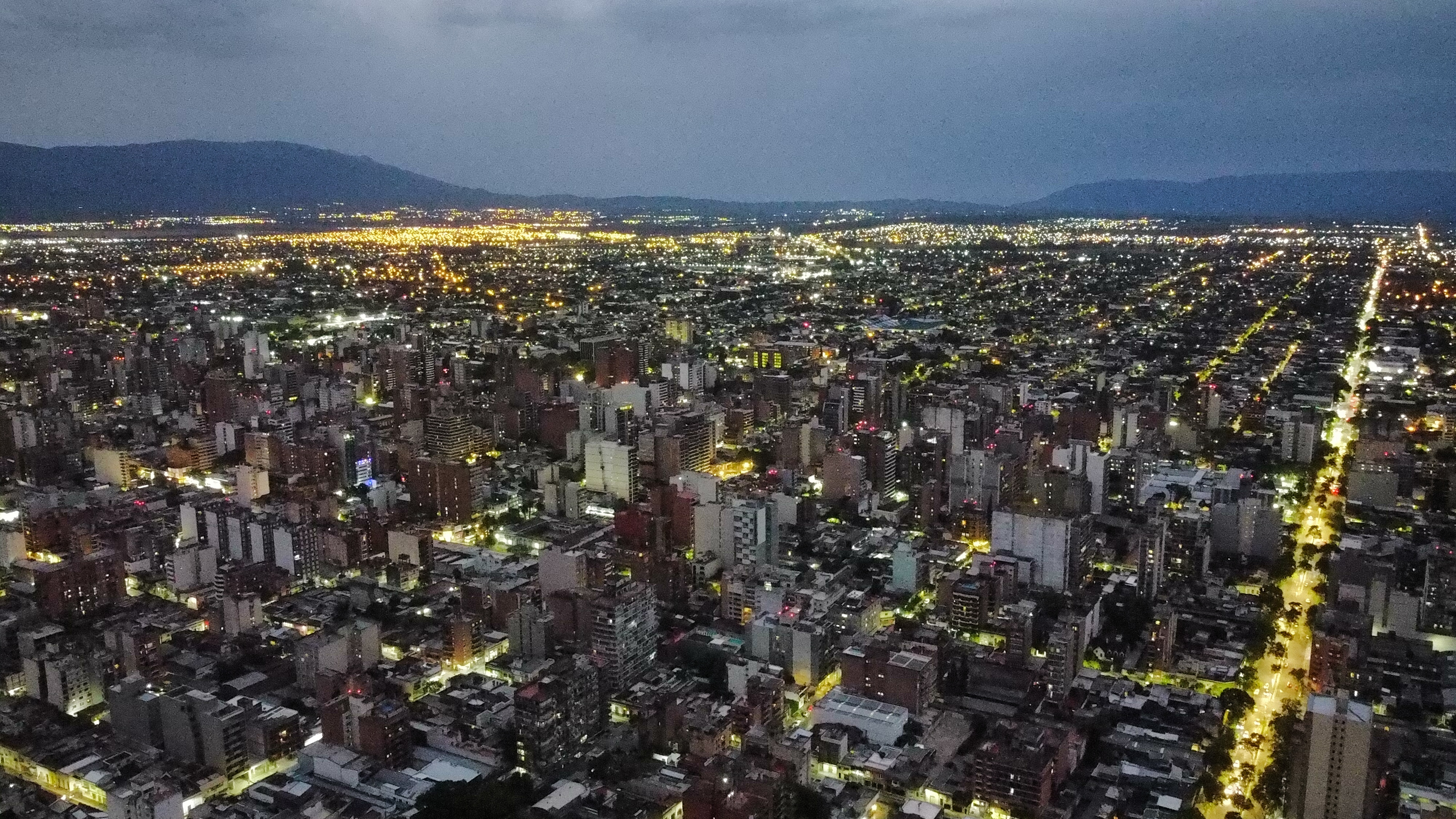
Le départ de la deuxième étape est donné de nuit, à Tucumán.

Les soixante-treize équipages rescapés repartent de Tucumán dans la nuit du lundi au mardi, en direction du nord. Ouvrant la route, Röhrl bénéficie de conditions idéales et creuse l'écart sur ses coéquipiers. Reutemann va d'ailleurs perdre deux places à l'issue d'une légère sortie de route, sans conséquence pour sa voiture. Les Fiat sont nettement les plus rapides, seul Mikkola parvenant à ne pas trop se faire distancer. Cependant, peu avant Salta, Alén est fortement retardé par des problèmes d'arrivée d'essence. Plus d'un quart d'heure est perdu avant que le problème ne soit réglé, le pilote finlandais reculant de la seconde à la sixième place. La dernière partie du parcours comprend de nombreux passages de gués, un problème pour les Fiat 131 Abarth qui vont toutes avoir des problèmes d'allumage à cause d'incursions d'eau dans le compartiment moteur. Bien qu'effectuant les trente derniers kilomètres sur trois cylindres, Röhrl réalise une nouvelle fois le meilleur temps et termine l'étape avec près de neuf minutes d'avance sur son coéquipier Bettega. Mikkola a profité des ennuis d'Alén pour s'emparer de la troisième place, devant son compatriote. La difficile fin d'étape a été fatale à de nombreux concurrents, seuls quarante restant encore en course. Mercedes a perdu deux voitures, Waldegard ayant renoncé sur bris de transmission tandis que Recalde a terminé hors délai après deux crevaisons. Alors qu'il avait regagné plusieurs positions, Timo Mäkinen n'a pu rallier Tucumán, son coupé 504 ayant perdu une roue, tandis que Källström a été stoppé par le bris de la boîte de vitesses de sa Datsun.
| Pos. | Pilote               | Copilote              | Voiture               | Groupe | Temps           | Écart             |
| ---- | -------------------- | --------------------- | --------------------- | ------ | --------------- | ----------------- |
| 1    | Walter Röhrl         | Christian Geistdörfer | Fiat 131 Abarth       | 4      | 5 h 21 min 32 s |                   |
| 2    | Attilio Bettega      | Arnaldo Bernacchini   | Fiat 131 Abarth       | 4      | 5 h 30 min 16 s | + 8 min 44 s      |
| 3    | Hannu Mikkola        | Arne Hertz            | Mercedes-Benz 500 SLC | 2      | 5 h 35 min 54 s | + 14 min 22 s     |
| 4    | Markku Alén          | Ilkka Kivimäki        | Fiat 131 Abarth       | 4      | 5 h 45 min 18 s | + 23 min 46 s     |
| 5    | Andrew Cowan         | Klaus Kaiser          | Mercedes 280 CE       | 2      | 5 h 46 min 56 s | + 25 min 24 s     |
| 6    | Carlos Reutemann     | Mirko Perissutti      | Fiat 131 Abarth       | 4      | 5 h 53 min 08 s | + 31 min 36 s     |
| 7    | Shekhar Mehta        | Yvonne Mehta          | Datsun 160J PA10      | 2      | 5 h 57 min 45 s | + 36 min 13 s     |
| 8    | Francisco Alcuaz     | Daniel Griwieniec     | Peugeot 504 TN        | 2      | 6 h 26 min 40 s | + 1 h 05 min 08 s |
| 9    | Domingo de Vitta     | Daniel Muzio          | Ford Escort 1600      | 2      | 6 h 27 min 11 s | + 1 h 05 min 39 s |
| 10   | Carlos Garro         | Jorge del Buono       | Peugeot 504 V6 coupé  | 4      | 6 h 33 min 33 s | + 1 h 12 min 01 s |
| 11   | Jean-Claude Lefebvre | Christian Delferrier  | Peugeot 504 V6 coupé  | 4      | 6 h 34 min 17 s | + 1 h 12 min 45 s |
| 12   | Ernesto Soto         | Raul Campana          | Renault 12 TS         | 1      | 6 h 35 min 51 s | + 1 h 14 min 19 s |

### Troisième étape

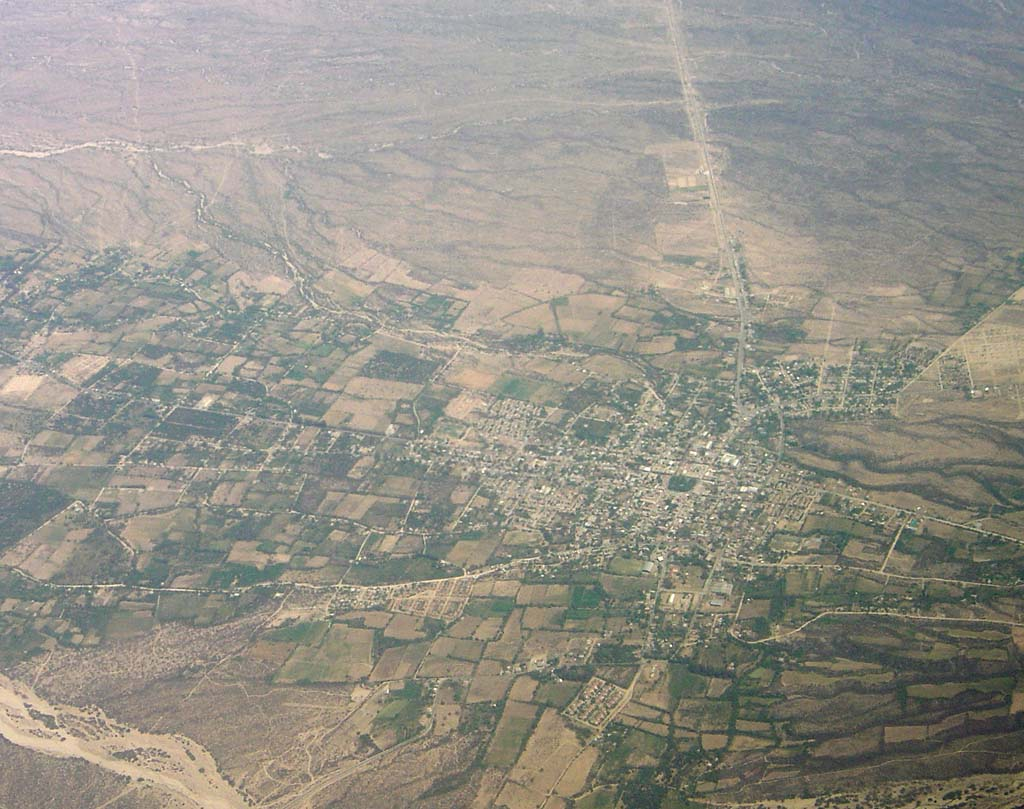
Andalgalá, au cœur de la troisième étape.

L'étape du mercredi se déroule à l'ouest de Tucumán, dans une région montagneuse. Peu après le départ, Cowan est contraint à l'abandon pour un problème de joint de culasse. Si Röhrl s'est encore montré le plus rapide dans le premier secteur, malgré de nouveaux problèmes d'allumage, Mikkola le suit de près et reprend plus de huit minutes à Bettega (retardé tout comme son coéquipier Alén par des crevaisons), accédant ainsi à la seconde place du classement général. Röhrl domine encore la spéciale suivante, avalée à plus de 145 km/h de moyenne, mais l'alerte est sévère dans le clan Fiat, Bettega et Alén abandonnant tous deux, carter éclaté à la réception d'une bosse. Röhrl compte alors plus d'un quart d'heure d’avance sur Mikkola et plus d'une demi-heure sur Reutemann. Bien remontés après leurs ennuis de la veille, Mehta et Lefebvre occupent désormais les quatrième et cinquième places. Les écarts étant très importants, les concurrents vont dès lors nettement lever le pied, et les positions n'évolueront plus jusqu'au soir. Au terme de l'étape, seuls vingt-sept équipages restent en course.
| Pos. | Pilote               | Copilote              | Voiture               | Groupe | Temps            | Écart             |
| ---- | -------------------- | --------------------- | --------------------- | ------ | ---------------- | ----------------- |
| 1    | Walter Röhrl         | Christian Geistdörfer | Fiat 131 Abarth       | 4      | 9 h 05 min 56 s  |                   |
| 2    | Hannu Mikkola        | Arne Hertz            | Mercedes-Benz 500 SLC | 2      | 9 h 24 min 47 s  | + 18 min 51 s     |
| 3    | Carlos Reutemann     | Mirko Perissutti      | Fiat 131 Abarth       | 4      | 9 h 51 min 14 s  | + 45 min 18 s     |
| 4    | Shekhar Mehta        | Yvonne Mehta          | Datsun 160J PA10      | 2      | 10 h 02 min 55 s | + 56 min 59 s     |
| 5    | Jean-Claude Lefebvre | Christian Delferrier  | Peugeot 504 V6 coupé  | 4      | 10 h 42 min 08 s | + 1 h 36 min 12 s |
| 6    | Domingo de Vitta     | Daniel Muzio          | Ford Escort 1600      | 2      | 10 h 51 min 39 s | + 1 h 45 min 43 s |
| 7    | Francisco Alcuaz     | Daniel Griwieniec     | Peugeot 504 TN        | 2      | 10 h 57 min 43 s | + 1 h 51 min 47 s |
| 8    | Nestor García Veiga  | Marcelo Tornqvist     | Peugeot 504 TN        | 2      | 11 h 13 min 18 s | + 2 h 07 min 22 s |
| 9    | Federico West        | Gregorio Assadourian  | Ford Escort 1600      | 2      | 11 h 36 min 15 s | + 2 h 30 min 19 s |
| 10   | Jorge Maggi          | Hector Valles         | Peugeot 504 TN        | 2      | 11 h 42 min 47 s | + 2 h 36 min 51 s |

### Quatrième étape
Les rescapés repartent de San Miguel de Tucumán le jeudi matin, en direction du sud. Malgré son avance très confortable, Röhrl connaît quelques alertes sur le parcours, perdant tout d'abord du temps à cause d'un roulement défectueux, avant de devoir composer avec un moteur ayant perdu une partie de sa puissance. Mikkola ne relâche pas la pression et va se montrer le plus rapide sur trois des quatre secteurs chronométrés. Röhrl va toutefois parvenir à contenir la remontée de son adversaire, et conserve plus d’un quart d'heure de marge sur la Mercedes à l'arrivée. Sa victoire lui permet de conforter sa première place au championnat du monde des pilotes, Fiat prenant une très sérieuse option sur le titre constructeurs. Habitué des circuits de vitesse, Reutemann a fait preuve d'un bel éclectisme pour sa première participation à un rallye mondial, s'octroyant la troisième place devant Mehta et Lefebvre.

### Classements intermédiaires
Classements intermédiaires des pilotes après chaque épreuve spéciale

### Classement général

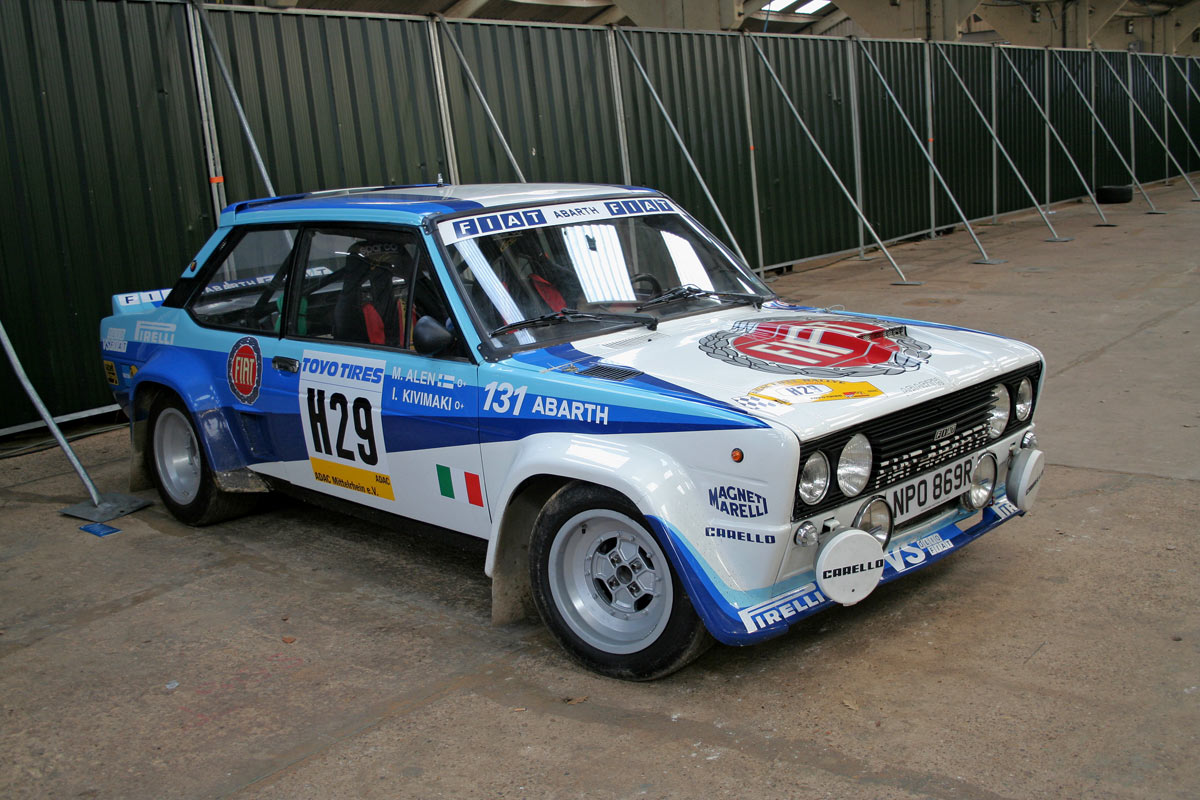
Troisième victoire de la saison pour Walter Röhrl et sa Fiat 131 Abarth.

| Pos | No | Pilote               | Copilote              | Voiture               | Temps          | Écart             | Groupe |
| --- | -- | -------------------- | --------------------- | --------------------- | -------------- | ----------------- | ------ |
| 1   | 2  | Walter Röhrl         | Christian Geistdörfer | Fiat 131 Abarth       | 12 h 48 min 36 |                   | 4      |
| 2   | 3  | Hannu Mikkola        | Arne Hertz            | Mercedes-Benz 500 SLC | 13 h 04 min 35 | + 15 min 59 s     | 2      |
| 3   | 7  | Carlos Reutemann     | Mirko Perissutti      | Fiat 131 Abarth       | 13 h 35 min 26 | + 46 min 50 s     | 4      |
| 4   | 1  | Shekhar Mehta        | Yvonne Mehta          | Datsun 160J PA10      | 13 h 57 min 49 | + 1 h 09 min 13 s | 2      |
| 5   | 12 | Jean-Claude Lefebvre | Christian Delferrier  | Peugeot 504 V6 coupé  | 14 h 33 min 31 | + 1 h 44 min 55 s | 4      |
| 6   | 19 | Domingo de Vitta     | Daniel Muzio          | Ford Escort 1600      | 15 h 00 min 25 | + 2 h 11 min 49 s | 2      |
| 7   | 49 | Francisco Alcuaz     | Daniel Griwieniec     | Peugeot 504 TN        | 15 h 13 min 03 | + 2 h 24 min 27 s | 2      |
| 8   | 34 | Nestor García Veiga  | Marcelo Tornqvist     | Peugeot 504 TN        | 15 h 38 min 04 | + 2 h 49 min 28 s | 2      |
| 9   | 25 | Federico West        | Gregorio Assadourian  | Ford Escort 1600      | 15 h 58 min 04 | + 3 h 09 min 28 s | 2      |
| 10  | 37 | Jorge Maggi          | Hector Valles         | Peugeot 504 TN        | 16 h 18 min 59 | + 3 h 30 min 23 s | 2      |

### Hommes de tête
- ES1 à ES14 :  Walter Röhrl -  Christian Geistdörfer (Fiat 131 Abarth)

### Vainqueurs d'épreuves spéciales
- Walter Röhrl -  Christian Geistdörfer (Fiat 131 Abarth) : 10 spéciales (ES 1 à 5, 7 à 10, 12)
- Hannu Mikkola -  Arne Hertz (Mercedes-Benz 500 SLC) : 3 spéciales (ES 11, 13, 14)
- Attilio Bettega -  Arnaldo Bernacchini (Fiat 131 Abarth) : 1 spéciale (ES 6)

## Résultats des principaux engagés
| No | Pilote               | Copilote              | Voiture               | Groupe | Classement général                          | Class. groupe |
| -- | -------------------- | --------------------- | --------------------- | ------ | ------------------------------------------- | ------------- |
| 1  | Shekhar Mehta        | Yvonne Mehta          | Datsun 160J PA10      | 2      | 4e à 1 h 09 min 13 s                        | 2e            |
| 2  | Walter Röhrl         | Christian Geistdörfer | Fiat 131 Abarth       | 4      | 1er                                         | 1er           |
| 3  | Hannu Mikkola        | Arne Hertz            | Mercedes-Benz 500 SLC | 2      | 2e à 15 min 59 s                            | 1er           |
| 4  | Markku Alén          | Ilkka Kivimäki        | Fiat 131 Abarth       | 4      | ab. dans la 8e spéciale (carter ouvert)     | -             |
| 5  | Harry Källström      | Claes Billstam        | Datsun 160J PA10      | 2      | ab. dans la 6e spéciale (boîte de vitesses) | -             |
| 6  | Andrew Cowan         | Klaus Kaiser          | Mercedes 280 CE       | 2      | ab. avant la 7e spéciale (joint de culasse) | -             |
| 7  | Carlos Reutemann     | Mirko Perissutti      | Fiat 131 Abarth       | 4      | 3e à 46 min 50 s                            | 2e            |
| 8  | Björn Waldegård      | Hans Thorszelius      | Mercedes-Benz 500 SLC | 2      | ab. dans la 6e spéciale (demi-arbre)        | -             |
| 9  | Attilio Bettega      | Arnaldo Bernacchini   | Fiat 131 Abarth       | 4      | ab. dans la 8e spéciale (carter ouvert)     | -             |
| 10 | Carlos Garro         | Jorge del Buono       | Peugeot 504 V6 coupé  | 4      | ab. dans la 7e spéciale (soupape)           | -             |
| 12 | Jean-Claude Lefebvre | Christian Delferrier  | Peugeot 504 V6 coupé  | 4      | 5e à 1 h 44 min 55 s                        | 3e            |
| 14 | Jorge Recalde        | Nestor Straimel       | Mercedes-Benz 500 SLC | 2      | ab. après la 6e spéciale (hors délai)       | -             |
| 16 | Timo Mäkinen         | Jean Todt             | Peugeot 504 V6 coupé  | 4      | ab. dans la 6e spéciale (perte d'une roue)  | -             |
| 19 | Domingo de Vitta     | Daniel Muzio          | Ford Escort 1600      | 2      | 6e à 2 h 11 min 49 s                        | 3e            |
| 25 | Federico West        | Gregorio Assadourian  | Ford Escort 1600      | 2      | 9e à 3 h 09 min 28 s                        | 6e            |
| 29 | Francisco Mayorga    | Hector Prado          | Fiat 131 Abarth       | 4      | ab. dans la 6e spéciale (suspension avant)  | -             |
| 34 | Nestor García Veiga  | Marcelo Tornqvist     | Peugeot 504 TN        | 2      | 8e à 2 h 49 min 28 s                        | 5e            |
| 37 | Jorge Maggi          | Hector Valles         | Peugeot 504 TN        | 2      | 10e à 3 h 30 min 23 s                       | 7e            |
| 49 | Francisco Alcuaz     | Daniel Griwieniec     | Peugeot 504 TN        | 2      | 7e à 2 h 24 min 27 s                        | 4e            |
| 50 | Ernesto Soto         | Raul Campana          | Renault 12 TS         | 1      | ab. dans la 3e étape                        | -             |
| 52 | Gabriel Raies        | Isaguirre             | Subaru 1600           | 1      | ab. dans la 2e étape                        | -             |
| 79 | Hugo Bianchi         | Mario Del Riego       | Toyota Celica 2000 GT | 1      | 13e à 4 h 03 min 25 s                       | 1er           |

## Classements des championnats à l'issue de la course

### Constructeurs
- attribution des points : 10, 9, 8, 7, 6, 5, 4, 3, 2, 1 respectivement aux dix premières marques de chaque épreuve, additionnés de 8, 7, 6, 5, 4, 3, 2, 1 respectivement aux huit premières de chaque groupe (seule la voiture la mieux classée de chaque constructeur marque des points). Les points de groupe ne sont attribués qu'aux concurrents ayant terminé dans les dix premiers au classement général.
- seuls les sept meilleurs résultats (sur dix épreuves) sont retenus pour le décompte final des points.

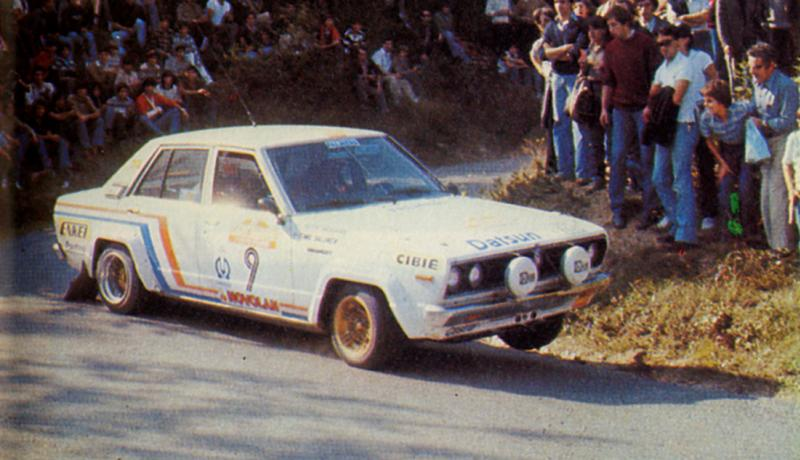
Les excellents résultats sur terre de la Datsun 160J groupe 2 ont propulsé son constructeur à la seconde place provisoire du championnat.

| Pos. | Marque        | Points | M-C  | POR  | SAF  | ACR  | ARG  | NZL | SAN | COR | RAC | BAN |
| ---- | ------------- | ------ | ---- | ---- | ---- | ---- | ---- | --- | --- | --- | --- | --- |
| 1    | Fiat          | 69     | 10+8 | 10+8 | -    | 8+7  | 10+8 |     |     |     |     |     |
| 2    | Datsun        | 49     | -    | -    | 10+8 | 9+8  | 7+7  |     |     |     |     |     |
| 2=   | Ford          | 49     | 2+6  | 4+8  | -    | 10+8 | 5+6  |     |     |     |     |     |
| 4    | Mercedes-Benz | 46     | -    | 7+6  | 8+8  | -    | 9+8  |     |     |     |     |     |
| 5    | Opel          | 38     | 7+5  | -    | 6+7  | 7+6  | -    |     |     |     |     |     |
| 6    | Lancia        | 20     | 9+7  | -    | -    | 2+2  | -    |     |     |     |     |     |
| 7    | Toyota        | 18     | -    | 5+4  | -    | 5+4  | -    |     |     |     |     |     |
| 8    | Talbot        | 16     | -    | 8+8  | -    | -    | -    |     |     |     |     |     |
| 9    | Volkswagen    | 14     | 6+8  | -    | -    | -    | -    |     |     |     |     |     |
| 9=   | Peugeot       | 14     | -    | -    | -    | 1+1  | 6+6  |     |     |     |     |     |
| 11   | Porsche       | 10     | 2+8  | -    | -    | -    | -    |     |     |     |     |     |
| 12   | FSO           | 2      | -    | 1+1  | -    | -    | -    |     |     |     |     |     |

### Pilotes
- attribution des points : 20, 15, 12, 10, 8, 6, 4, 3, 2, 1 respectivement aux dix premiers de chaque épreuve.
- seuls les sept meilleurs résultats (sur douze épreuves) sont retenus pour le décompte final des points.

| Pos. | Pilote           | Marque               | Points | M-C | SUE | POR | SAF | ACR | ARG | FIN | NZL | SAN | COR | RAC | BAN |
| ---- | ---------------- | -------------------- | ------ | --- | --- | --- | --- | --- | --- | --- | --- | --- | --- | --- | --- |
| 1    | Walter Röhrl     | Fiat                 | 68     | 20  | -   | 20  | -   | 8   | 20  |     |     |     |     |     |     |
| 2    | Anders Kulläng   | Opel                 | 40     | 10  | 20  | -   | -   | 10  | -   |     |     |     |     |     |     |
| 3    | Björn Waldegård  | Fiat, Mercedes-Benz¹ | 35     | 12  | 12  | 10¹ | 1¹  | -   | -   |     |     |     |     |     |     |
| 4    | Shekhar Mehta    | Datsun               | 30     | -   | -   | -   | 20  | -   | 10  |     |     |     |     |     |     |
| 5    | Markku Alén      | Fiat                 | 27     | -   | -   | 15  | -   | 12  | -   |     |     |     |     |     |     |
| 6    | Hannu Mikkola    | Ford, Mercedes-Benz¹ | 25     | -   | 10  | -   | -   | -   | 15¹ |     |     |     |     |     |     |
| 7    | Ari Vatanen      | Ford                 | 20     | -   | -   | -   | -   | 20  | -   |     |     |     |     |     |     |
| 8    | Timo Salonen     | Datsun               | 19     | -   | 4   | -   | -   | 15  | -   |     |     |     |     |     |     |
| 9    | Bernard Darniche | Lancia               | 15     | 15  | -   | -   | -   | -   | -   |     |     |     |     |     |     |
| 9=   | Stig Blomqvist   | Saab                 | 15     | -   | 15  | -   | -   | -   | -   |     |     |     |     |     |     |
| 9=   | Rauno Aaltonen   | Datsun               | 15     | -   | -   | -   | 15  | -   | -   |     |     |     |     |     |     |
| 12   | Guy Fréquelin    | Talbot               | 12     | -   | -   | 12  | -   | -   | -   |     |     |     |     |     |     |
| 12=  | Vic Preston Jr   | Mercedes-Benz        | 12     | -   | -   | -   | 12  | -   | -   |     |     |     |     |     |     |
| 12=  | Carlos Reutemann | Fiat                 | 12     | -   | -   | -   | -   | -   | 12  |     |     |     |     |     |     |
| 12=  | Ove Andersson    | Toyota               | 12     | -   | -   | 6   | -   | 6   | -   |     |     |     |     |     |     |